# Naoya Tsukahara
Naoya Tsukahara (japanska: 塚原 直也), född den 25 juni 1977 i Nagasaki, Japan, är en japansk gymnast.
Han tog OS-guld i lagmångkampen i samband med de olympiska gymnastiktävlingarna 2004 i Aten.